# Berlin Tiergarten
Berlin Tiergarten – przystanek kolejowy w Berlinie, w Niemczech. Znajduje się tu 1 peron.
Przystanek powstał w 1885 roku. Przebudowany został w 1936 roku i ponownie w latach 1994-96.
W nocy z 2 na 3 maja 1945 roku 3 pułk piechoty z 1 Warszawskiej Dywizji Piechoty po ciężkich walkach zdobył tę stację kolejową i wziął 450 jeńców.
| Berlin Tiergarten          |  |                 |
| Linia                      |  |                 |
| Berlin Zoologischer Garten |  | Berlin Bellevue |